# Ghimbav
Ghimbav (tysk: Weidenbach; ungarsk: Vidombák) er en by i distriktet Brașov, Transsylvanien, det centrale Rumænien. Den ligger i midten af Rumænien, 8 km vest for Brașov.
Byen har 7.208 (2021) indbyggere.

## Historie
Byen blev første gang nævnt i et brev skrevet i 1420 af konge Sigismund af Ungarn. Han rådede indbyggerne i Weidenbach/Ghimbav til at forene deres kræfter sammen med indbyggerne i tre andre saksiske nabobyer (Petersberg/Sânpetru, Honigberg/Hărman og Brenndorf/Bod) og bidrage til opførelsen af stenfæstningen Brașov.
Osmannerne invaderede Ghimbav i 1422. I 1469 beskadigede en større brand byen. I 1611 satte den ungarske prins Gabriel Báthory ild til flere landsbyer i Burzenland ; Ghimbav var en af dem.
Den lokale kirke og klokketårnet blev bygget omkring 1300. I det 15. århundrede blev der bygget en fæstning omkring kirken. Den blev ramt af lynnedslag i 1642 og led store skader. I 1666 blev rådhuset flyttet ind i fæstningen samt flere andre huse. Disse huse blev revet ned i 1940. Forsvarsmurene blev delvist ødelagt i det 20. århundrede.